# Lodoïska
Lodoïska és una òpera en tres actes de Luigi Cherubini sobre un llibret francès de Claude-François Fillette-Loraux basat en un episodi de la novel·la Les amours du chevalier de Faublas (1790) de Jean-Baptiste Louvet de Couvray. Es va estrenar el 18 de juliol de 1791 al Théâtre Feydeau de París.
Nomenat director del Théàtre de Monsieur, convertit després en Théâtre Feydeau, Cherubini hi presentà la seva Lodoïska, obra que va obtenir un gran èxit i en el qual és manifest l'intent d'individualitzar musicalment la situació psicològica dels personatges.
L'òpera fou rebuda amb entusiasme al llarg de 200 representacions. Era tan popular que es va reposar una altra vegada al Feydeau el 1819 i era representada freqüentment als països germànics a principis del segle xix, incloent-hi una producció a Viena el 1805, mentre Cherubini s'hi allotjava. S'estrenà a Nova York el 4 de desembre de 1826. No s'ha representat mai a Catalunya.
Cherubini, fins i tot en òperes que tractaven sobre temes de l'antiguitat clàssica, com Médée (1797), revela una preocupació pels trets humans. L'òpera que inaugurava el seu nou estil era Lodoïska, on s'allunya de la veu de solo de l'opera seria per donar un nou èmfasi als conjunts i cors, així com una importància dramàtica a l'orquestra.